# Hermine Brutschin-Hansen
Anna Hermine Brutschin-Hansen (* 9. Mai 1905 in Hamburg-St. Pauli; † 20. August 1971 in Hamburg), „Tante Hermine“ genannt, bewirtschaftete mehr als vierzig Jahre lang die Seemannskneipe „Zur Kuhwerder Fähre“ im Hamburger Hafen.

## Leben

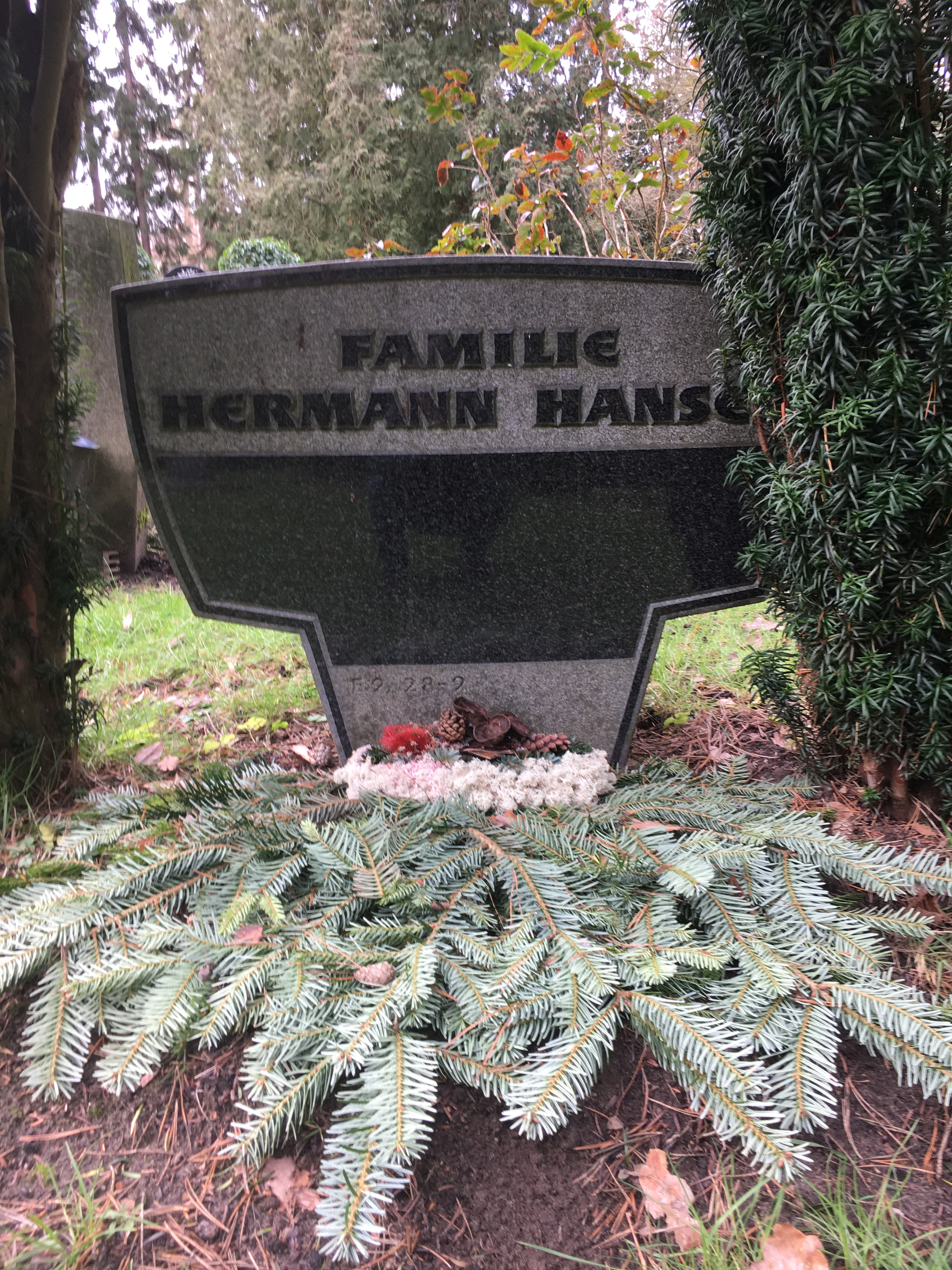
Grabstätte auf dem Friedhof Ohlsdorf

Hermine wuchs auf St. Pauli als zweites Kind von ihren Eltern heran. Auf der anderen Seite der Elbe entstand zu dieser Zeit mit viel Aufwand der neue Hafen. Wichtigstes Verkehrsmittel war Fähre VII, die täglich bis zu 10.000 Menschen über den Fluss beförderte. Das unmittelbar am stadtseitigen Fähranleger befindliche Lokal „Zur Kuhwerder Fähre“ wurde 1923 zusätzlich zu einem Fuhrunternehmen mit Barkassenvermietung von den Eltern Hugo Hermann Sigwart Anton Hansen (aus Hamburg) und Johanne Magdalene, geb. Hans (aus Altona) erworben.
Während der Speditionsbetrieb an Bruder Emil Hermann Arthur ging, übernahm Hermine als noch junge Frau die Schankwirtschaft.
Am 5. November 1931 schloss sie die Ehe mit dem Steuermann Karl Martin Brutschin. Die Verbindung blieb kinderlos.
Der Ausbruch des Krieges unterbrach die gemeinsame Seereise in Westindien an Bord eines von Karl geführten Schiffes. Hermine gelang die  Heimkehr über Norwegen, während ihr Mann auf Jamaika interniert wurde.
Hermine Brutschin-Hansen wurde auf dem Friedhof Ohlsdorf beigesetzt. Die Grabstätte liegt westlich von Kapelle 4 im Planquadrat E 9.

## Leistungen
Über ein halbes Jahrhundert war die kleine Kneipe „Zur Kuhwerder Fähre“ später „Bei Tante Hermine“ Bestandteil des Hamburger Hafens. Ihre günstige Lage am Anleger der Hafen-Fähre und beim Fischmarkt einerseits, mehr jedoch das Hamburger Original Hermine Brutschin-Hansen, die mehr als vierzig Jahre, u. a. während Krieg- und Nachkriegszeit, hinter dem Tresen stand, machten die Adresse zu einer der bekanntesten Seemannskneipen in Hamburg und in der ganzen Welt. Neben Seefahrern und Hafenarbeitern trafen sich hier namhafte Künstler und Prominenz aus Wirtschaft und Politik.
In der St. Pauli Hafenstraße 108 existierte zwischen 1971 und 2022 die „Övelgönner Seekiste“ in den Räumlichkeiten. Eine Gedenktafel am Eingang soll an die Mutter der Seeleute erinnern.